# Eleccions al Dáil Éireann de 2016
Les eleccions generals irlandeses de 2016 es van celebrar el 26 de febrer de 2016 per renovar els 157 dels 158 membres del Dáil Éireann, la cambra baixa del parlament de l'Oireachtas, el parlament de la República d'Irlanda. L'escó que no va passar per elecció fou el del president del parlament sortint (en gaèlic irlandès: Ceann Comhairle), que en declarar la seva intenció de continuar al càrrec, va ser reelegit automàticament.

## Sistema electoral
Els diputats s'escullen en 43 circumscripcions plurinominals, amb una magnitud d'entre 3 i 5 diputats per circumscripció. L'escó del president del parlament sortint (en gaèlic irlandès: Ceann Comhairle) no passa per elecció, excepte si aquest renuncia a continuar en la següent legislatura.
El sistema electoral irlandès es basa en el vot únic transferible (en anglès: single transferable vote), un sistema de representació proporcional que no està basat en llistes. El quocient electoral utilitzat és el de Droop. Per determinar les transferències per excés de vot, s'extreuen paperetes aleatòriament.
Els partits polítics presenten un nombre de candidats que s'ajusten a les expectatives que tenen. Persones sense afiliació política es poden presentar com a independents. L'ordre dels candidats a les paperetes se sorteja dies abans de l'elecció.
L'escrutini s'inicia l'endemà de les eleccions i totes les urnes d'una mateixa circumscripció són traslladades a un indret per escrutar-les de forma centralitzada.

## Resultats
| Partit    | Partit                             | Vots      | %     | +/-   | Escons | +/- |
| --------- | ---------------------------------- | --------- | ----- | ----- | ------ | --- |
|           | Fine Gael                          | 544.140   | 25,5  | –10,6 | 50     | –27 |
|           | Fianna Fáil                        | 519.356   | 24,3  | +6,9  | 44     | +25 |
|           | Sinn Féin                          | 295.319   | 13,8  | +3,9  | 23     | +9  |
|           | Partit Laborista                   | 140.898   | 6,6   | –12,8 | 7      | –30 |
|           | AAA-PBP                            | 84.168    | 3,9   | +1,7  | 6      | +2  |
|           | Aliança Independent                | 88.930    | 4,2   | +1,5  | 6      | +4  |
|           | Independents pel Canvi             | 31.365    | 1,5   | Nou   | 4      | Nou |
|           | Socialdemòcrates                   | 64.094    | 3,0   | Nou   | 3      | Nou |
|           | Partit Verd                        | 57.999    | 2,7   | +0,9  | 2      | +2  |
|           | Renua                              | 46.552    | 2,2   | Nou   | 0      | Nou |
|           | Democràcia Directa                 | 6.481     | 0,3   | Nou   | 0      | Nou |
|           | Partit dels Treballadors d'Irlanda | 3.242     | 0,2   | ±0,0  | 0      | ±0  |
|           | Demòcrates Catòlics                | 2.013     | 0,1   | Nou   | 0      | Nou |
|           | Fís Nua                            | 1.124     | 0,0   | ±0,0  | 0      | ±0  |
|           | Democràtes Irlandesos              | 971       | 0,0   | Nou   | 0      | Nou |
|           | Partit Comunista                   | 185       | 0,0   | Nou   | 0      | Nou |
|           | Identitat Irlanda                  | 183       | 0,0   | Nou   | 0      | Nou |
|           | Candidats independents             | 249.285   | 11,7  | +1,3  | 13     | –1  |
| Vots nuls | Vots nuls                          | 18.398    | –     | –     | –      | –   |
| Total     | Total                              | 2.151.293 | 100,0 | –     | 158    | –8  |